# مورتون پینکنی
مورتون پینکنی (به انگلیسی: Moreton Pinkney) یک روستا و محله مدنی در بریتانیا است که در ساوت نورث‌همپتون‌شر واقع شده‌است. مورتون پینکنی ۳۷۱ نفر جمعیت دارد.